# Thecocarcelia flavicosta
Thecocarcelia flavicosta är en tvåvingeart som beskrevs av Zeegers 2007. Thecocarcelia flavicosta ingår i släktet Thecocarcelia och familjen parasitflugor. Inga underarter finns listade i Catalogue of Life.